# Maria Aparecida de Aquino
Maria Aparecida de Aquino (São Paulo, 22 de fevereiro de 1953) é uma historiadora brasileira. Especialista em política internacional, com ênfase no Oriente Médio e América Latina, é professora titular aposentada da Faculdade de História da Universidade de São Paulo.

## Biografia
Aquino ingressou no curso de história da Universidade de São Paulo em 1971, graduando-se em 1974. Na instituição Faculdades Integradas Alcântara Machado ingressou no curso de educação artística, em 1973 e se graduou em 1975. Em 1990 defendeu o mestrado em História Social e em 1994 defendeu o doutorado, também em história social, sob orientação do professor Arnaldo Daraya Contier, intitulada Caminhos Cruzados - Imprensa e Estado Autoritário no Brasil (1964-1980). Fez pós-doutorado pela Universidade Federal de São Carlos entre 2015 e 2016.
Em 1992, ingressou como professora do departamento de história social da FFLCH, na USP. Mesmo aposentada da universidade, continua ministrando aulas na graduação e na pós-graduação. É coordenadora do programa de Pós-Graduação História Social. Desenvolve e orienta pesquisas nas áreas de História Contemporânea e História do Brasil República, atuando principalmente com imprensa brasileira, regime militar, censura, crise política no Brasil e política na América Latina. Após a abertura do Fundo Deops/SP no Arquivo Público do Estado de São Paulo, foi coordenadora do Projeto Mapeamento e Sistematização do Acervo Deops/SP, o que levou a uma série de pesquisas na área da História.
Bastante requisitada pela imprensa em situações de crise internacional, presta consultoria para a mídia em casos de terrorismo e guerras, bem como crises econômicas e no caso do impeachment da ex-presidente Dilma Roussef.
Foi professora na pós-graduação da Universidade Presbiteriana Mackenzie para estudantes no mestrado e no doutorado. Foi coordenadora do curso de Relações Internacionais da Universidade de Sorocaba de 2013 a 2017. É autora de vários livros na área de História Contemporânea, do Brasil, regime militar, censura, crise política no Brasil e política na América Latina.

## Obras publicadas
- Maria Leopoldina: Imperatriz Brasileira, 2006
- Mãos que Fizeram São Paulo: A História da Cidade Contada em Recortes Biográficos, 2003
- A Universidade e as Profissões: Ciências Sociais, Filosofia, Geografia, História, Letras, 2003
- A Constância do Olhar Vigilante: A Preocupação Com O Crime Político: Famílias 10 e 20. (Dossiês Deops/SP: Radiografias do Autoritarismo Republicano Brasileiro; 2), 2002
- Dissecar da Estrutura Administrativa do Deops/SP, 2002
- O DEOPS/SP: Em Busca do Crime Político - Volume 4, 2002
- A Alimentação do Leviatã nos Planos Regional e Nacional: Mudanças no DEOPS/SP no Pós-1964: Família 50, 2002
- O DEOPS/SP em Busca do Crime Político: Família 50, 2002
- No Coração das Trevas: O DEOPS/SP Visto por Dentro, 2001
- Censura, Imprensa, Estado Autoritário, 1968-1978: O Exercício Cotidiano da Dominação e da Resistência, O Estado de São Paulo e Movimento, 1999
- Passarinhada do Brasil: Canto Orfeônico, Educação e Getulismo, 1998